# Eduard Recasens i Mercadé
Eduard Recasens i Mercadé (Barcelona, 1884 - París, 1940) va ser un polític, empresari i important banquer català que va dirigir el Banc de Catalunya. Era germà del polític socialista Josep i del banquer soci seu Francesc Recasens i Mercadé.

## Biografia
Va néixer a Barcelona, tot i que la família residia a Reus, i de petit passà a residir a aquesta ciutat. El seu pare fou Eduard Recasens i Alomà i la seva mare Josepa Mercadé i Marquès, ambdós naturals de Reus. Els seus germans Ernest, Josep, Francesc, Maria i Josepa foren tots nascuts a Reus. El 1901, amb només 17 anys, era redactor de la publicació anarquista reusenca La Alarma, però el 1906 va passar a ser-ho del setmanari republicà i catalanista Foment, ja que va ser un dels fundadors del Foment Nacionalista Republicà. El 1910 i 1911 col·laborà a la revista Foc Nou, del Grup Modernista de Reus. Pocs anys després, a Barcelona, va ser també un dels fundadors del partit polític Unió Federal Nacionalista Republicana, pel qual va ser regidor a Barcelona entre el 1912 i el 1915.
El 1917 ell i el seu germà petit Francesc Recasens iniciaren l'empresa Fàbregas i Recasens SRC juntament amb el també polític Evarist Fàbregas. Es dedicaren tant al petroli i productes derivats com al comerç de diversos productes tropicals d'ultramar. El juny de 1920 reconvertiren la societat en el Banc de Catalunya erigint-se'n el seu vicepresident, una de les entitats financeres catalanes més exitoses de la nostra història tot i la seva curta durada. De fet Recasens va advocar sempre per construir un sector bancari català que fos hegemònic a Espanya, arribant al punt de proposar la creació d'un banc central específic per a l'economia catalana.
Amb el temps la ideologia política de Recasens s'havia moderat una mica: va entrar a militar a la Lliga Regionalista i a les eleccions a Corts del 1923 va guanyar l'escó del districte Reus - Gandesa amb el suport també de la resta de partits catalanistes. Però com la resta de diputats va perdre'l a causa del cop d'estat de Primo de Rivera pocs mesos després, fet pel qual va passar a dedicar-se totalment al banc.
En els anys següents, ell i el seu germà van protagonitzar l'important ascens financer de l'entitat gràcies a la bona relació que mantenien amb el ministre d'Hisenda de la dictadura José Calvo Sotelo. Entre altres empreses mixtes publicoprivades van fundar el Banco de Crédito Local el 1925, la petroliera monopolística CAMPSA el 1927, i el Banco Exterior de España el 1929. Sense la participació de l'estat però amb el suport del ministre també van crear l'empresa privada CEPSA, que va construir la primera refineria de l'estat. Aquesta estreta col·laboració amb el règim va generar una forta animadversió tant de la banca madrilenya i basca com dels polítics republicans que vindrien després. Per aquest motiu, el 1931 l'entitat va fer fallida a causa de la retirada sobtada dels fons que hi tenia la petroliera CAMPSA.

## Obres
- Petites notes sobre la banca en el present i en l'avenir, Barcelona 1918
- La llei d'ordenació bancària, Barcelona 1922